# Алламаки
Алламаки́ (англ. Allamakee County) — округ в США, штате Айова. На 2000 год численность населения составляла 14 675 человек. По оценке бюро переписи населения США в 2009 году население округа составляло 14 407 человек. Окружным центром является город Уокон.

## История
Округ Алламаки был сформирован 20 февраля 1847 года.

## География
По данными Бюро переписи населения США площадь округа Алламаки составляет 1656 км².

### Основные шоссе
- Шоссе 18
- Шоссе 52
- Автострада 9
- Автострада 26
- Автострада 51
- Автострада 76

### Соседние округа
- Хьюстон, Миннесота (север)
- Вернон, Висконсин  (северо-восток)
- Крофорд, Висконсин  (восток)
- Клейтон  (юг)
- Уиннешик  (запад)
- Файетт  (юго-запад)

## Демография
По данным переписи населения 2000 года в округе проживало 14 675 жителей. Среди них 23,8 % составляли дети до 18 лет, 18,5 % люди возрастом более 65 лет. 48,6 % населения составляли женщины.
Национальный состав был следующим: 98,3 % белых, 0,3 % афроамериканцев, 0,3 % представителей коренных народов, 0,3 % азиатов, 9,1 % латиноамериканцев. 0,8 % населения являлись представителями двух или более рас.
Средний доход на душу населения в округе составлял $16599. 12,6 % населения имело доход ниже прожиточного минимума. Средний доход на домохозяйство составлял $39049.
Также 81,4 % взрослого населения имело законченное среднее образование, а 14,4 % имело высшее образование.